# 吴中贝氏纪念馆
吴中贝氏纪念馆，原为贝家祠堂，位于苏州市姑苏区虎丘街道山塘街603号（桐桥西侧）。
明嘉靖年间，贝家自贝兰堂从浙江兰溪迁居苏州阊门南濠街，世代经营药业成为巨富。贝家祠堂为七世孙贝慕庭建于清乾隆三年，纪念贝家四世孙、明礼部儒士贝启祚之妻贝程氏守节三十二年育孤成才，是一座节孝祠。1959年修筑京沪铁路双轨铁路以及1998年修建北环路万福桥时，贝家祠堂的前后祠宇先后被拆除，仅存节孝牌坊一座。2007年，金阊区政府开始保护修复山塘历史文化保护区。2008年5月8日，贝家祠堂修复工程举行奠基仪式，于2009年9月竣工，占地680.99平方米，建筑面积320.45 平方米。 随后布馆设为“吴中贝氏纪念馆”，陈列有贝氏家谱、贝氏世系图、贝氏杰出人物介绍及贝聿铭10大著名建筑图片等。